# Nina Šenk
Nina Šenk Kosem, slovenska skladateljica, * 14. februar 1982.
Na Akademiji za glasbo v Ljubljani je leta 2004 v razredu Pavla Mihelčiča diplomirala iz kompozicije. K pisanju komornih skladb jo je spodbujal tudi Tomaž Lorenz, profesor komorne igre. Leta 2004 je akademijski orkester sodeloval na prestižnem festivalu Young Euro Classic v Berlinu in za najboljšo skladbo festivala so razglasili koncert za violino in orkester Nine Šenk. Sledila je še študentska Prešernova nagrada Akademije za glasbo za isto skladbo.
V letu 2006 opravlja podiplomski študij v razredu Lotharja Voigtländerja na Visoki šoli za glasbo Carl Maria von Weber v Dresdnu.  
Je docentka Akademije za glasbo na področju kompozicije. Od 6. junija 2019 je postala izredna, 2025 redna članica SAZU v razredu za umetnosti, že od 2023 pa je tudi članica njenega predsedstva.  
Je tudi umetniška vodja cikla sodobne komorne glasbe Koncertni atelje v okviru Društva slovenskih skladateljev ter cikla klasične glasbe Koncertni abonma v Ribnici na Dolenjskem.  

## Nagrade
- Študentska Prešernova nagrada Akademije za glasbo.
- Leta 2017 je prejela Nagrado Prešernovega sklada.[4]
- junija 2019 je bila izvoljena za izredno članico SAZU.
- 2022 je prejela nagrado J. J. Fuxa za sodobno operno delo